# Кузенко Геннадій Артемович
Геннадій Артемович Кузенко (рос. Кузенко Геннадий Артёмович; 1923, Тихорєцьк — 2007, Київ) — Герой Радянського Союзу. Був командиром артилерійської батареї 238-го гвардійського винищувально-протитанкового артилерійського полку 10-ї окремої гвардійської винищувально-протитанкової артилерійської бригади 1-го Українського фронту, гвардії капітан.

## Біографія
Народився 7 липня 1923 року в місті Тихорєцк Краснодарського краю в родині робітника. За національністю — росіян. Закінчивши середню школу, працював на місцевому заводі «Червоний молот».

### Військові роки
У Червоній армії з лютого 1942 року. Закінчив прискорений курс Ростовського військового артилерійського училища. Учасник Німецько-радянської війни з серпня 1942 року. Член ВКП(б)/КПРС із 1943 року.
Батарея 238-го гвардійського винищувально-протитанкового артилерійського полку (10-та окрема гвардійська винищувально-протитанкова артилерійська бригада, 1-й Український фронт) під командуванням гвардії капітана Кузенко Г. А. 27 січня 1945 року в бою на плацдармі на лівому березі річки Одер у районі населеного пункту Прейсдорф, у 6 кілометрах на північний захід від польського міста Ополе, більше чотирьох годин відбивала ворожі атаки. Коли піхота супротивника впритул наблизилася до вогневих позицій батареї, Геннадій Кузенко сам встав до гармати. Артилеристи допомогли піхоті утримати захоплений плацдарм до підходу підкріплення, завдавши супротивнику великі втрати в живій силі й бойовій техніці.

### Після війни
Після війни офіцер-артилерист продовжував службу в Збройних Силах СРСР. У 1951 році він закінчив Вищу офіцерську артилерійську штабну школу.
Із 1962 року полковник Кузенко Г. А. в запасі. Жив у Ленінграді, а потім у Києві. У 1970 році закінчив Київський торгово-економічний інститут, працював старшим інженером Держплану Української РСР.
Своє 80-річчя в липні 2003 року генерал-майор у відставці Кузенко відзначав у рідному Тихорєцку Краснодарського краю, куди прибув на запрошення адміністрації та ради ветеранів міста.
Кузенко був учасником Міжнародної зустрічі ветеранів війни 1941—1945 років із Російської Федерації, Білорусі, України та Німеччини, що пройшла в Курську в 2006 році.
Помер 30 жовтня 2007 року, похований у Києві на Совському кладовищі.

## Нагороди
- Указом Президії Верховної Ради СРСР від 10 квітня 1945 року за вміле командування батареєю, зразкове виконання бойових завдань командування й проявлені мужність та героїзм у боях з німецько-фашистськими загарбниками гвардії капітану Кузенко Геннадію Артемовичу присвоєно звання Героя Радянського Союзу з врученням ордена Леніна й медалі «Золота Зірка» (№ 6693)[3].
- Нагороджений орденом Червоного Прапора, двома орденами Вітчизняної війни I ступеня, орденами Вітчизняної війни II ступеня і Червоної Зірки, а також іншими медалями.
- Удостоєний звання «Почесний громадянин міста Тихорєцьк».

## Пам'ять

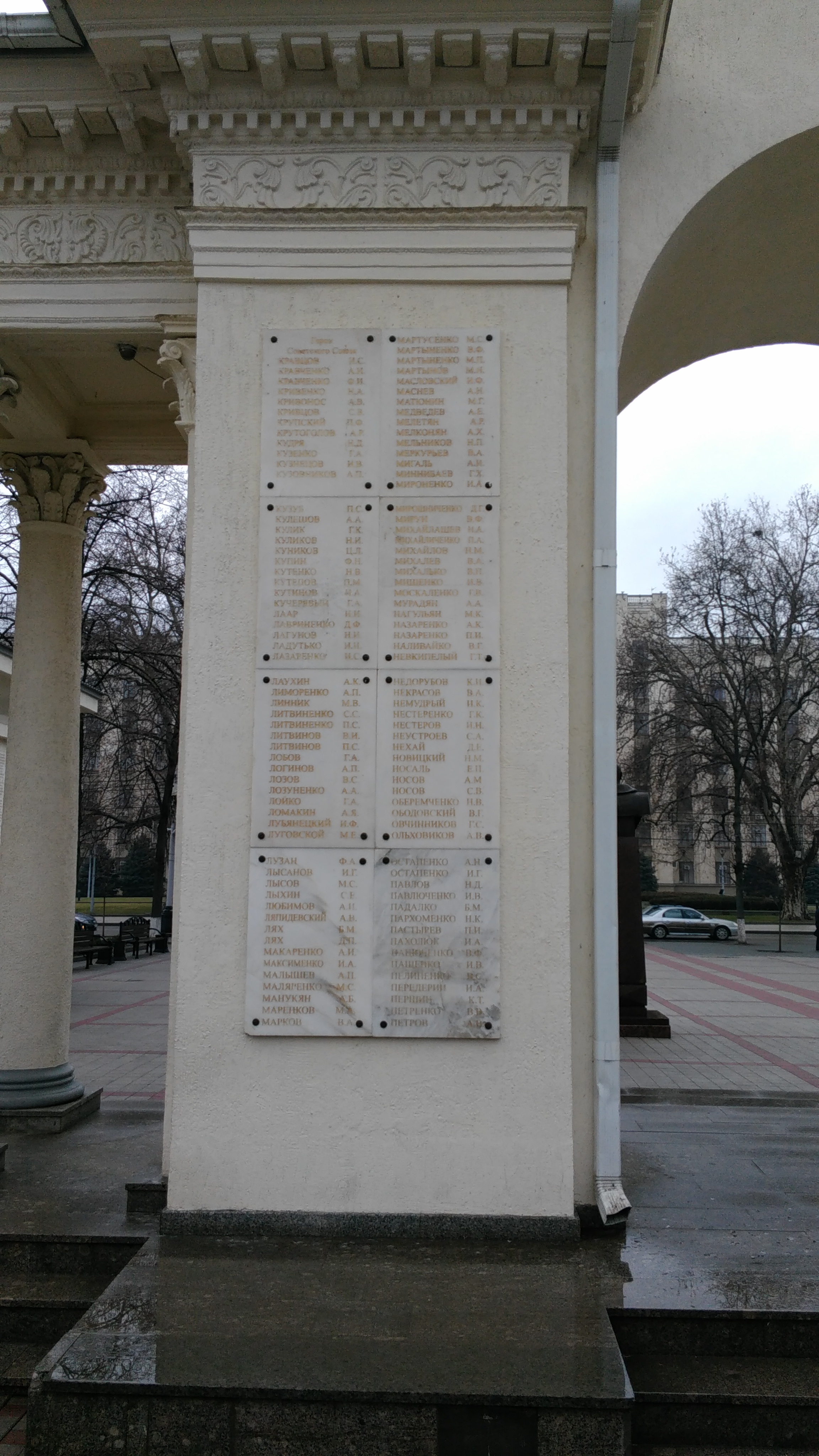
Ім'я Героя на меморіальній арці в Краснодарі. (Г-Пе)

- Ім'я Героя увічнене на меморіальній арці в Краснодарі.
- Ім'я Героя викарбовано золотими літерами в залі Слави Центрального музею Великої Вітчизняної війни у Парку Перемоги міста Москви.
- На могилі героя встановлено надгробний пам'ятник.